# Belvata
Belvata è una suddivisione dell'India, classificata come census town, di 5.627 abitanti, situata nel distretto di Mysore, nello stato federato del Karnataka. In base al numero di abitanti la città rientra nella classe V (da 5.000 a 9.999 persone).

## Geografia fisica
La città è situata a 12° 21' 09 N e 76° 38' 46 E.

## Società

### Evoluzione demografica
Al censimento del 2001 la popolazione di Belvata assommava a 5.627 persone, delle quali 2.913 maschi e 2.714 femmine. I bambini di età inferiore o uguale ai sei anni assommavano a 680, dei quali 367 maschi e 313 femmine. Infine, coloro che erano in grado di saper almeno leggere e scrivere erano 4.035, dei quali 2.215 maschi e 1.820 femmine.